# Pavel Potužák
Pavel Potužák (3. ledna 1895 Břetětice – 1. května 1985) byl český a československý geodet, vysokoškolský pedagog, politik a poúnorový bezpartijní poslanec Národního shromáždění ČSR.

## Biografie
Habilitoval se v roce 1936 a v březnu 1938 byl jmenován mimořádným profesorem. V polovině 30. let 20. století převzal po Josefu Petříkovi vedení Ústavu praktické geometrie na ČVUT v Praze. Jeho specializací byla letecká fotogrammetrie a obecněji nauka o mapování a katastru. Napsal řadu odborných studií a vysokoškolských učebnic. Akademické dráze se věnoval i po válce. Byl mu udělen Řád práce.
K roku 1954 se profesně uvádí jako proděkan Zeměměřičské fakulty ČVUT.
Ve volbách roku 1954 byl zvolen do Národního shromáždění ve volebním obvodu Praha-město jako bezpartijní poslanec. V parlamentu setrval až do konce funkčního období, tedy do voleb roku 1960.

## Dílo
- Praktická geometrie: Část 1. 1. vyd. Praha: Jednota československých matematiků a fysiků, 1945. 159 s.